# Happy Hour!
Happy Hour! е компилация на американската пънк рок група Офспринг, издадена единствено в Япония. Издадена е на 4 август 2010 г.

## Песни
1. Come Out And Play (Live) 3:11
2. Pretty Fly (For A White Guy) (Live) 3:05
3. All I Want (Live) 2:07
4. Gone Away (Live) 4:17
5. Staring At The Sun (Live) 2:27
6. Hit That (Live) 2:47
7. Gotta Get Away (Live) 3:47
8. Dammit, I Changed Again (Live) 2:55
9. D.U.I. 2:30
10. Beheaded (1999) 2:41
11. Sin City (AC/DC Кавър) 4:27
12. I Got A Right (кавър на „Студжис“) 2:22
13. Hey Joe (Били Робъртс Кавър) 2:39
14. 80 Times (T.S.O.L. Кавър) 2:07
15. Autonomy (The Buzzcocks Кавър) 2:36
16. Want You Bad (Blag Dahlia Ремикс) 3:10
17. Why Don't You Get A Job? (The Baka Boyz Ремикс) 4:21
18. Million Miles Away (Apollo 440 Ремикс) 4:01
19. Pretty Fly (For A White Guy) (The Baka Boyz 'Low Rider' Ремикс) 3:03

## Офспринг членове
- Декстър Холанд – Вокалист И Ритъм Китара
- Нуудълс – Китара
- Грег Кризъл – Бас Китара
- Рон Уелти – Барабани (всички песни без Hit That)
- Атом Уилърд – Барабани (само на песента Hit That)